# Лет (геральдика)
Лет — геральдичний символ, що складається з пари розпростертих пташиних крил, як правило, з оперенням, які з'єднані між собою на плечах без жодного тіла птаха посередині. Раніше лет був популярний в гербах, особливо в німецькій геральдиці, але останнім часом знайшло популярність за межами геральдики з використанням як знаків розрізнення в авіації.
Французькі Повітряно-космічні сили Франції, одні з перших у світі військово-повітряних сил, що прийняли лет для свого значка шапки, а не орла, який використовується багатьма іншими повітряними силами. У Франції орел асоціюється з імперією Наполеона.

## Геральдичне використання
«Лет» — це термін, який використовується як в геральдиці. Обидва терміни «лет» і «напівлет» (половина лету, тобто єдине крило) періодично з'являються в геральдиці.
Політ з'являється на гербах, але частіше як коштовність шолома. Розрізняють відкритий політ, закритий політ і напівпроліт:
- Якщо шолом і розгорнутий лет показані обличчям до глядача, це називається відкритим летом.[1]
- У закритому леті шолом і два крила показані з одного боку або під невеликим кутом, при цьому заднє крило трохи видно.[1][4]

Махові пера завжди вказують назовні, як стандарт, або, на півдорозі польоту, геральдично ліворуч і вгору на кінчиках (підняті крила). Якщо вони спрямовані вгору (кінчик спереду, геральдично праворуч), лет лежить. Якщо вони спрямовані вниз, лет лежить і падає - і, відповідно, ліцем ліворуч і лицем ліворуч у дзеркальному положенні.
Напівлет з лапою на крилі -  крилолапа - зустрічається на багатьох гербах. Лапа часто тримати меч.
Якщо відкритий лет дуже абстрактний і прямокутний, це банерний лет.

Лет
Напівлет
Муніципалітет Айслебен (Німеччина)
Рибницький повіт (Польща)
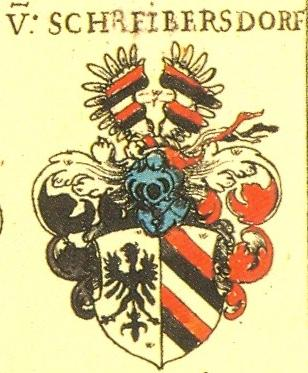
Лет на гербі баронів Шрайберсдорфа у гербі Зібмахера
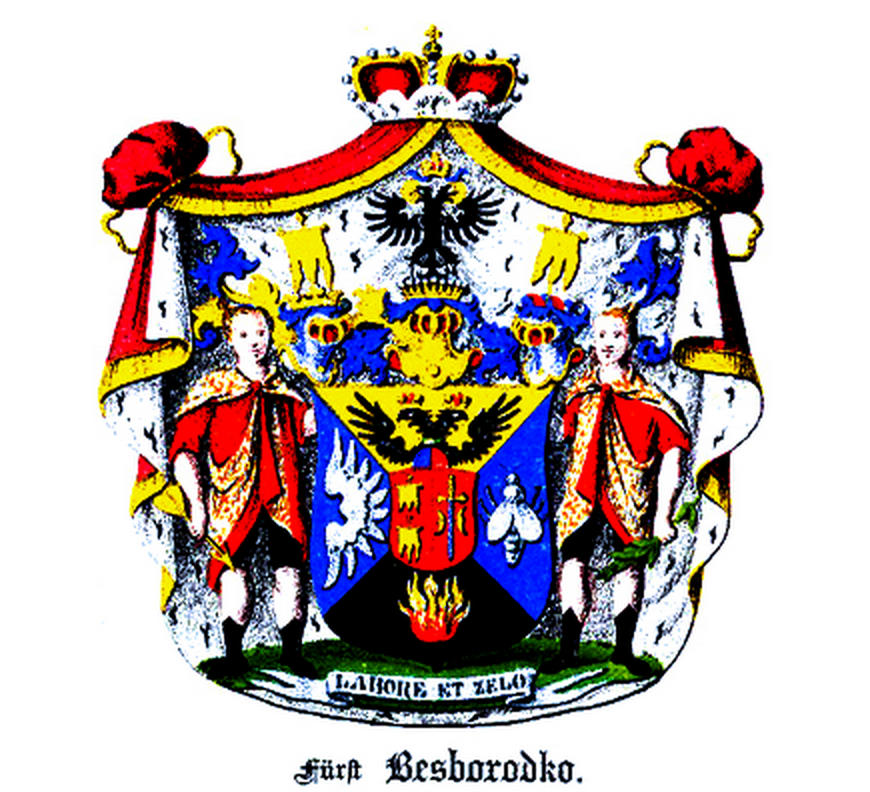
Герб Безбородьків
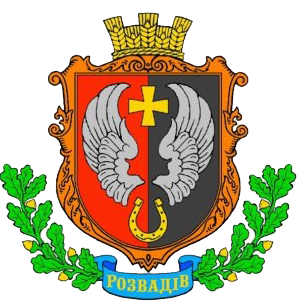
Герб Розвадова
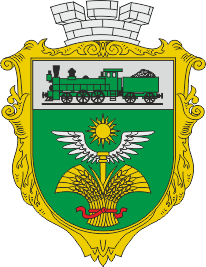
Герб Вапнярки
Емблема Десантно-штурмових військ Збройних сил України
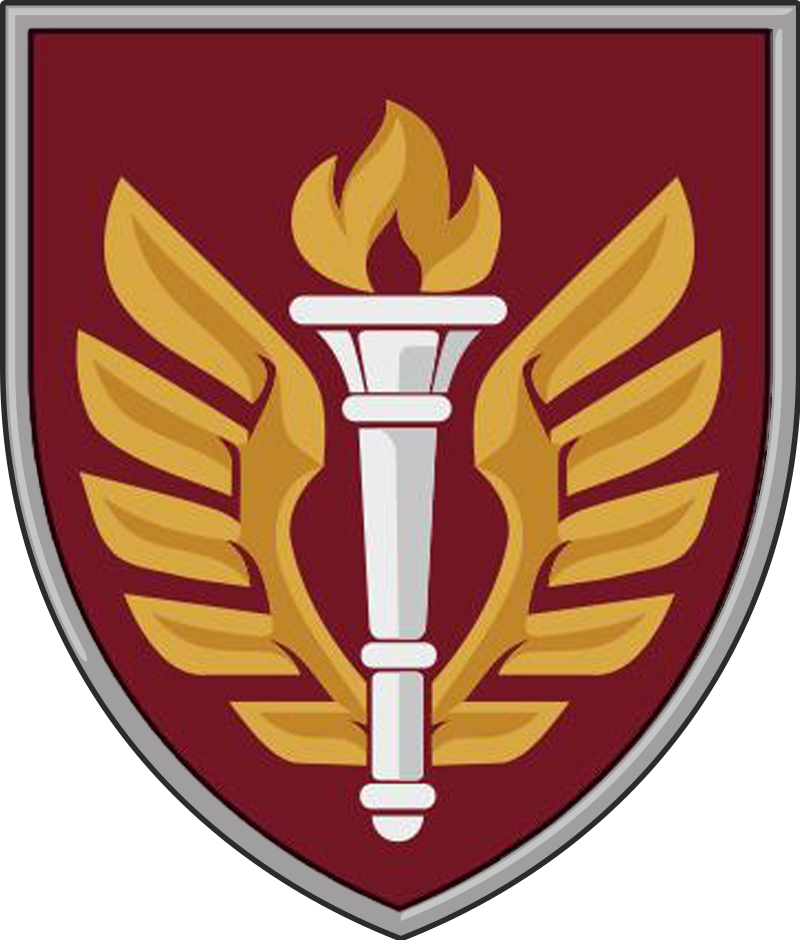
199-й навчальний центр (Україна)
132-й окремий розвідувальний батальйон (Україна)

## Знаки бейджів
У багатьох європейських країнах орел є головним символом геральдичних щитів відповідних монархій: Німеччина, Австро-Угорщина і дореволюційна Росія використовували в своїх емблемах цього птаха. Польща зробила те ж саме і навіть зберегла свій значок при комуністичний правлінні, оскільки Польща не мала короля з часу поділу Польщі наприкінці XVIII століття, тому символ був суто номінальним. В Америці нагрудним знаком Військово-Повітряних сил США є Велика печатка США, на якій також зображений орел. Але його використання у Військово-повітряних силах США выдбуваэться тому, що ця служба походить від армії США, яка також мала той самий значок.
Інше походження розміщення орла на значку шапки полягає в тому, що він означає гонорар загалом. Таким чином Королівські ВПС містять повного орла, хоча на гербі Сполученого Королівства його немає. Так само роблять і ВПС різних арабських країн. І повітряні сили Єгипту, хоча і не є монархією, також використовують «Орла Саладіна» (раніше вони використовували яструба). Під час Другої світової війни військово-повітряні сили Італії, Нідерландів, Греції та Югославії також використовували зображення хижого птаха як нагрудний знак. Через десять років після Другої світової війни Японія сформувала Повітряні сили самооборони. Емблемою цього також був птах, відмінний від орла: хижий птах, який називався повітряним змієм, посилаючись на битву, під час якої повітряного змія бачили на дереві проти сонця, що сходить.
Інші країни використовують лет як свою основну емблему. Військово-повітряні сили Ізраїлю примітні тим, що їх емблема, не будучи повним птахом, уникає ідолопоклонства. Країни Варшавського договору під час холодної війни загалом відмовилися від використання орла у наведеному вище списку державних печаток. Наприклад, радянські військово-повітряні сили використовували симол, що дуже схожий на французьку емблему, але підтримували звичайну п'ятикутну зірку, щоб відрізнити себе від символыки імперської Росії. В Угорщини був майже такий самий символ, а в Румунії інший. Німецькі військово-повітряні сили (Deutsche Luftstreitkräfte), або ВПС Східної Німеччини, використовували особливо модерністську волю як значок на кашкеті. Це мало додаткове значення, оскільки Люфтваффе нацистської Німеччини використовували орла зі свастикою. В даний час росіяни повернулися до свого геральдичного минулого, в той час як німці використовують символ, відмінний від символу Люфтваффе.

## Відзнаки роду служби
Повітряні служби, які не залежать від армії своєї країни, використовували vol як знак розрізнення свого роду військ. Повітряні сили армії США під час Другої світової війни використовували крилатий дволопатевий гвинт на лацканах своїх кітелів. Такий самий знак розпізнавання використовувався Радянським Союзом до того, як вони мали незалежні ВПС. Збройні сили Варшавського договору часто мали червону п'ятикутну зірку, накладену на точку з'єднання цього символу.

## Пілотський знак
Це як символ «крил», який дають навченим операторам літальних апаратів, для яких переважно використовується лет. Усі значки пілотів ВПС США, а також різні значки військово-морських авіаторів Військово-морських сил США містять символи зі щитом Конгресу посередині. Вони різного дизайну, і ВПС США використовували срібло, тоді як ВМС використовує золото, і мають якір за щитом. Армія США використовує для десантників «крила» з відкритим парашутом посередині.
Під час Другої світової війни уніформа Данії, Норвегії, Бельгії, Франції, націоналістичного Китаю та навіть Королівських ВПС використовувала форму лету як знак своїх пілотів. ВПС Бельгії, Нідерландів, Італії, Греції, Польщі та Югославії використовували цілого птаха. У японців була зовсім інша емблема; її крила були схожі на крила літака.

## Звання
Для Люфтваффе замість шеврона на рукавах уніформи солдатів використовувався лет. А ВПС Румунії до 1945 року використовували лет для знаків розрізнення плечових звань прапорщиків. Інвестиційний банк UBS наразі має знаки розрізнення у відділі торгівлі волатильністю.

## Знак коміра
Уніформи офіцерів британської армії мають на лацканах нашиті «горжети» кольору, відмінного від решти уніформи, так само було на багатьох видах зброї німецьких військових. Зокрема, уніформа рядового складу та офіцерів ВПС Східної Німеччини теж була такою. На них були вишиті символи, які були досить схожі на томи, що використовуються для знаків розрізнення рангів.

## Веб-посилання
- Bernhard Peter: Einführung in die Heraldik: Der Flug